# Eintagsküken

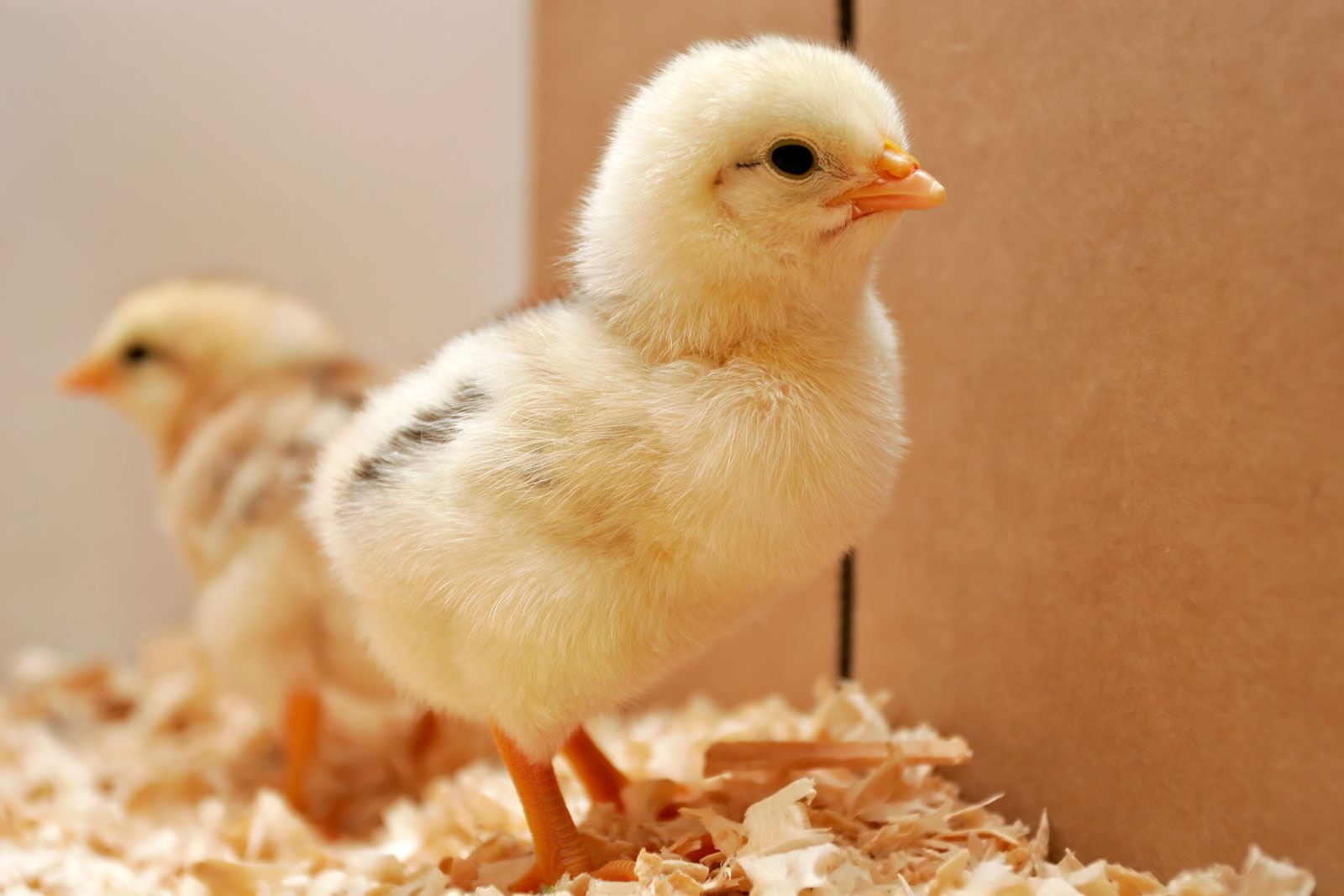
Eintagsküken

Eintagsküken sind Küken in der Geflügelzucht oder -produktion, die nicht älter als einen Tag sind.
Aufgrund des nahrhaften Dottersackes können Küken nach dem Schlüpfen etwa 72 Stunden ohne Nahrungssuche überleben. Darum werden sie in der Geflügelproduktion in dieser Zeit gehandelt, transportiert, separiert, untersucht und geimpft.
Männliche Eintagsküken von auf Legeleistung gezüchteten Tieren werden sehr oft aufgrund mangelnder Rentabilität der Mast separiert und getötet. Das Töten von Eintagsküken ist nur in wenigen Ländern verboten; es gibt aber Überlegungen und Pläne mehrerer Staaten, die Praxis einzuschränken oder ebenfalls zu verbieten.

## Geschlechtsbestimmung und Versorgung

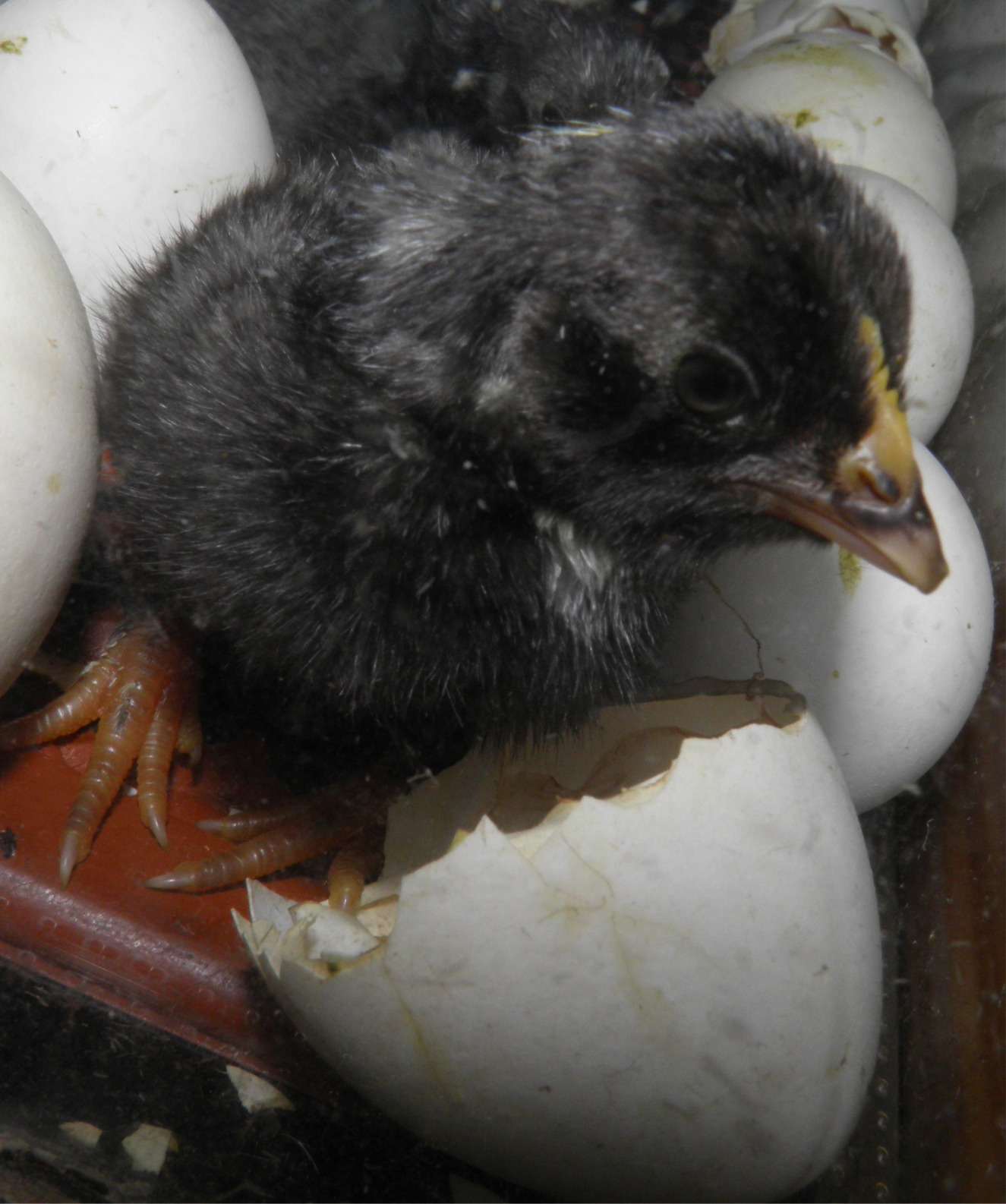
Weibliches Eintagsküken

In der Regel wird die Geschlechtsbestimmung von Küken, das Sexen, bereits am ersten Lebenstag durchgeführt. Dies ist möglich durch die Inspektion der Genitalien, jedoch bei kommerziellen Zuchtlinien einfacher durch bewusst gezüchtete phänotypische Geschlechtsunterschiede (zum Beispiel unterschiedliche Federlänge an den Flügeln). Die männlichen Küken werden als Bruderhähne oder Bruderküken bezeichnet.
Auf natürliche Weise ausgebrütete Küken werden sofort von der Glucke betreut, müssen jedoch selber Futter finden. Bei Kunstbrut wird die sofortige Verfügbarkeit von Wasser und Nahrung ab Schlupf empfohlen. Da Küken aufgrund von Körperreserven etwa 72 Stunden ohne Nahrung überleben können, wird in der kommerziellen Aufzucht Nahrung und Wasser häufig erst zu einem späteren Zeitpunkt zur Verfügung gestellt.
Die Schutzimpfung gegen die Marek-Krankheit wird im Idealfall am ersten Lebenstag durchgeführt. Außerhalb Europas bekommen die weiblichen Küken für die Mast oftmals eine Injektion mit Wachstumshormonen, damit die Tiere innerhalb von 40 Tagen ihr Schlachtgewicht erreichen. In der Europäischen Union ist der Einsatz von Hormonen als wachstumsfördernde Substanzen jedoch verboten.

## Tötung männlicher Eintagsküken

### Gründe
In der Geflügelproduktion werden die männlichen Küken von Lege-Hybridhühnern aus ökonomischen Gründen aussortiert. Die weiblichen Küken dieser Zuchtlinien für hohe Legeleistung werden als Legehennen aufgezogen, die männlichen Küken dieser Zuchtlinien setzen weniger Brustfleisch an als Hühnerrassen, die für die Broilermast optimiert sind. Ihre Aufzucht als Masthähnchen ist daher weniger rentabel. Seit dem 1. Januar 2022 ist es in Deutschland praktisch verboten, Küken von Haushühnern der Art Gallus gallus (das heißt alle Haushühner) zu töten (Gesetz zur Änderung des Tierschutzgesetzes – Verbot des Kükentötens vom 18. Juni 2021).

### Umfang
In Deutschland wurden jährlich 45 Millionen Eintagsküken geschreddert oder vergast; das waren über 126.000 Tiere täglich. In der Schweiz werden jedes Jahr rund 3 Millionen männliche Küken getötet, fast ein Viertel davon Bioküken. In der Europäischen Union waren es 2014 330 Millionen getötete Eintagsküken. Weltweit sind es jährlich etwa 2,5 Milliarden Küken. Das sind fast 7 Millionen Eintagsküken täglich.

### Tötungsverfahren

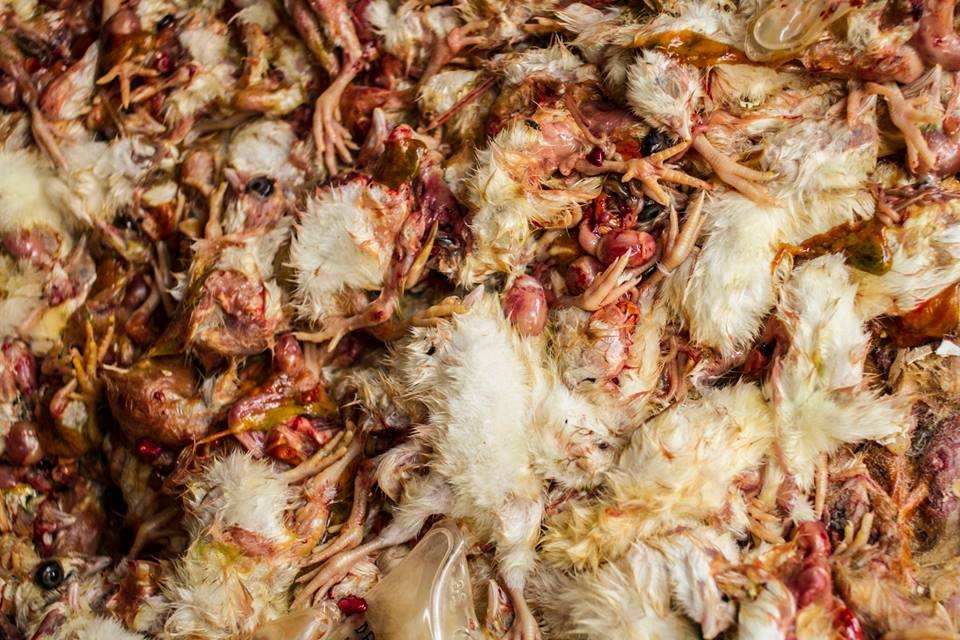
Eintagsküken, geschreddert

Das Töten der männlichen Eintagsküken (Androzid) erfolgt üblicherweise durch Ersticken oder durch Zerschreddern. Beim Ersticken wird CO2 in Behälter mit einigen hundert Küken eingeleitet. Innerhalb von Sekunden tritt Bewusstlosigkeit ein und der Tod erfolgt innerhalb von wenigen Minuten durch Sauerstoffarmut im Blut. Medizinisch ist dieser Vorgang durch den Bohr- bzw. den Haldane-Effekt charakterisiert.
In der Europäischen Union dürfen die Tiere nur nach Betäubung getötet werden, wobei die Zerkleinerung durch unmittelbare, sofort tötende Zerstückelung des gesamten Körpers als statthaftes und dann gefordertes Betäubungsverfahren bei bis zu 72 Stunden alten (Dreitages-)Küken gilt. Der Apparat ist mit schnell rotierenden, mechanisch angetriebenen Messern oder Polystyrennoppen auszustatten und muss die Kapazität haben, eine große Zahl „unverzüglich“ zu töten. Bei Betäubung mit Kohlendioxid muss die Konzentration mindestens 40 % CO2 betragen.
In der Schweiz ist das Töten, bei dem Küken lebendig übereinander gestapelt werden, untersagt, was einem praktischen Verbot der CO2-Erstickung gleichkommt. Jedoch werden nach wie vor die meisten Küken vergast. Im März 2019 hat der Nationalrat für ein Verbot des Zerschredderns von lebendigen Küken gestimmt. Der Ständerat stimmte im September 2019 für das Verbot. Mit dem Verbot wurde ein Anliegen aus einer Petition der Veganen Gesellschaft Schweiz aufgenommen.
In der Massenproduktion in den Vereinigten Staaten erfolgt nach einem Video der Tierschutzorganisation Animal Equality die Tötung unter anderem auch durch das Abschneiden des Kopfes.

### Möglichkeiten der Vermeidung

#### Zweinutzungsrassen
Tierschützer fordern eine Rückkehr zum Zweinutzungshuhn, bei dem weibliche Tiere als Legehennen aufgezogen und männliche Küken für eine spätere Fleischnutzung gemästet werden können. Legeleistung und Fleischansatz korrelieren jedoch negativ miteinander, weshalb solche Rassen uneffektiver wären.

#### Geschlechtsbestimmung im Ei
Vermeiden lässt sich die Tötung, indem die Geschlechtsbestimmung schon im Hühnerei erfolgt und männliche Küken nicht ausgebrütet werden (Ovo-Geschlechtsbestimmung). Ein praxistaugliches Verfahren hat die Firma Seleggt entwickelt. Allerdings kann die Geschlechterbestimmung erst am achten Tag, an dem die Entwicklung des Embryos schon relativ weit ist, mit einer hohen Trefferquote erfolgen. Die Eier wurden 2019 von rund 380 Rewe- und Penny-Filialen vertrieben.
Untersuchte Methoden, bei denen das angebrütete Ei geöffnet werden muss, sind eine Streulichtmethode zur Untersuchung der Blutgefäße des Embryos und eine Hormonmethode, die entnommenen Urin untersucht. Eine Methode, die das Ei unversehrt lässt, beruht auf der Bildauswertung einer Magnetresonanztomografie des bereits angebrüteten Eies. Dabei gilt eine Sortierungsmethode bis zum siebten Entwicklungstag des Embryos als erstrebenswert, wobei noch nicht endgültig geklärt ist, ab wann der Embryo Schmerzempfinden hat.
Mit Hilfe der Lichtscheibenmikroskopie konnte die Nervenbahn eines siebentägigen Hühnerembryos graphisch dargestellt werden. Die Bio-Anbauverbände Bioland und Demeter lehnen die Geschlechtsbestimmung im Ei mit einer anschließenden Embryonentötung ab. Auch Biokreis und Naturland lehnen eine In-Ovo-Selektion ab. Für Bio Suisse stellt die Geschlechtsbestimmung im Ei eine gute Lösung dar.
In Deutschland ist es seit dem 1. Januar 2024 ab dem 13. Bebrütungstag verboten, bei oder nach der Anwendung eines Verfahrens zur Geschlechtsbestimmung im Hühnerei durch Eingriff an einem Hühnerei oder Abbruch des Brutvorgangs den Tod des Hühnerembryos herbeizuführen (§ 4c Absatz 3 Tierschutzgesetz); 2021 war beschlossen worden, dass das Verbot schon ab dem 7. Bebrütungstag gelten sollte, die Regelung wurde jedoch schon vor ihrem Inkrafttreten geändert (siehe oben).
Mit der CRISPR/Cas-Methode wurden Hühner so verändert, dass männliche Embryos automatisch absterben.

#### Bruderhahnaufzucht
Deutschland
- Die »Brudertier Initiative Deutschland e. V.« erhebt einen Aufpreis von vier Cent pro Ei, um die im Vergleich zu Masthähnchen längere Mastdauer der Bruderhähne von mindestens 14 Wochen zu finanzieren.[31][32]

- Unter der Marke Alnatura und in den Märkten der Basic-AG werden nur noch Eier aus der Bruderküken-Initiative angeboten.[33]

- Neben verschiedenen anderen Bio-Initiativen mit eigenem Label bieten als Erste im konventionellen Bereich seit Februar 2017 Rewe und dessen Discounter Penny Eier des Hybridhuhns „Lohmann Sandy“ an, wobei auch die Hähne bis zur Schlachtreife aufgezogen und gemästet werden.[34]

- Auch Aldi, Edeka und Real bieten Eier an, bei denen die Bruderhähne aufgezogen werden.[35]

Österreich
- Die Bio-Branche in Österreich hat 2016 beschlossen, keine männlichen Küken mehr zu töten. Um die unrentable Mast der Hähne zu unterstützen, zahlen die Konsumenten für Bio-Eier ein paar Cent mehr.[13]

Schweiz
- Seit dem 1. Januar 2016 werden für die Anzahl Bio-Suisse-Eier, welche unter dem Label „henne & hahn“ produziert werden, die entsprechenden männlichen Küken nach dem Schlupf nicht getötet.[13] Seit Februar 2018 sind die Eier auch bei Aldi Suisse und seit Ende Mai 2021 bei Lidl Schweiz erhältlich.[36][37][38][39][40] 2022 hat Aldi Suisse die Eigenmarke «retour aux sources» lanciert, wo die Bruderhähne ebenso aufgezogen werden.[41]

- Demeter Schweiz hat im Juli 2017 entschieden, ab 2019 nur noch Eier aus dem Projekt «Hahn im Glück» zu vermarkten.[42] Bei Migros und Coop sind die Demeter-Eier seit 2021 schweizweit erhältlich.[43][44][45][46][47]

### Verwertung und Entsorgung
Getötete Eintagsküken werden zum Teil als Tierfutter für Greifvögel und Reptilien verwendet und von Großhändlern tiefgefroren angeboten. Laut einem Bericht des Spiegels 2011 werden jedoch teilweise Tottiere von den Brütereien in den Hausmüll entsorgt, was auch der Prämisse des Tierschutzgesetzes Tötung ohne Grund widerspräche. Kritisiert wurde diesbezüglich, dass tierische Kadaver in einer Tierkörperbeseitigungsanstalt entsorgt werden müssten. Das hessische Umweltministerium verlautbarte 2014, dass in Hessen „inzwischen sämtliche männliche Küken nicht mehr geschreddert und entsorgt, sondern mit Gas getötet und komplett als Tierfutter genutzt werden.“ So sollen sie etwa auch an Tierparks oder an Halter von Greifvögeln und Schlangen gehen. Ebenso wird von Vertretern des sogenannten BARFing die Verfütterung von Eintagsküken an junge Hunde und Katzen empfohlen. In der Schweiz gelten aus kommerziellen Gründen getötete Eintagsküken als tierische Nebenprodukte der Kategorie 3. Die entsprechende Kategorie findet etwa Verwertung als Tierfutter oder in Biogas- und Kompostierungsanlagen.

## Kontroverse

### Debatte und Verbot in Deutschland

Heutige Rechtsstatus von Eintagskükentötung in der Geflügelindustrie nach Land.
Verbot aller Kükentötung
Kükenschreddern verboten, Kükenvergasung legal
Geplantes Verbot aller Kükentötung
Kükentötung legal, kein geplantes Verbot
Keine Daten

Heutige Rechtsstatus von Eintagskükentötung in der Geflügelindustrie in Europa.
Verbot aller Kükentötung
Kükenschreddern verboten, Kükenvergasung legal
Geplantes Verbot aller Kükentötung
Kükentötung legal, kein geplantes Verbot
Keine Daten

Am 20. Mai 2021 verabschiedete der Bundestag ein gesetzliches Verbot von Töten von Hühnerküken (§ 4 c Tierschutzgesetz, Inkrafttreten 1. Januar 2022), nachdem im Juni 2019 das Bundesverwaltungsgericht entschieden hatte, dass das Töten männlicher Küken nur noch übergangsweise erlaubt sei (siehe unten).
Verschiedene juristische Kommentare kommen zu dem Schluss, dass die massenhafte Tötung direkt nach dem Schlüpfen aus rein wirtschaftlichen Gründen schwer mit dem Tierschutzrecht zu vereinbaren ist.
Bis 2021 waren Nordrhein-Westfalen und Hessen die einzigen deutschen Bundesländer, in denen das Töten männlicher Eintagsküken durch das Verbraucherschutzministerium per Erlass als tierschutzwidrig untersagt wurde. In Nordrhein-Westfalen wurde der entsprechende Erlass jedoch im Januar 2015 durch das Verwaltungsgericht Minden für unwirksam erklärt (Verwaltungsgericht Minden, Urteile vom 30. Januar 2015, Az. 2 K 80/14 und 2 K 83/14). NRW hatte den Brütereien eine Übergangsfrist bis Anfang 2015 eingeräumt, was vom Gericht als unangemessen kurz bewertet worden war.
2013 erstattete PETA gegen das Unternehmen Brinkschulte, Senden, Strafanzeige. Das Landgericht Münster hat eine Anklage der Staatsanwaltschaft jedoch am 9. März 2016 abgelehnt; das Unternehmen habe sich nicht strafbar gemacht. Eine weitere Strafanzeige richtet sich gegen Lohmann in Cuxhaven.
Das Verbraucherschutzministerium Nordrhein-Westfalen verbot im September 2013 mit Bezug auf das Tierschutzgesetz (TierSchG) das Töten der Eintagsküken, nachdem die Staatsanwaltschaft Münster das Töten von männlichen Küken als tierschutzgesetzwidrig eingeschätzt hatte.
Nordrhein-Westfalen legte 2015 einen Gesetzesentwurf zur Präzisierung des Tierschutzgesetzes gegen die massenhafte Tötung männlicher Küken beim Bundesrat vor. Die Länderkammer verabschiedete im September 2015 einen entsprechenden Gesetzentwurf, der eine Frist bis Mitte 2017 bis zur Einstellung vorsah. Der Bundestag lehnte den Antrag im März 2016 ab.
Das Oberverwaltungsgericht für das Land Nordrhein-Westfalen entschied am 20. Mai 2016, dass das Töten männlicher Eintagsküken aus Legehennenrassen in Brütereien nicht gegen das Tierschutzgesetz verstößt. Das Tierschutzgesetz erlaube das Töten von Tieren, wenn dafür ein vernünftiger Grund im Sinne des Gesetzes vorliege. Für die von den Kreisen untersagte Tötung männlicher Küken bestehe ein solcher Grund. Im Januar 2017 ließ das Bundesverwaltungsgericht die Revision gegen dieses Urteil zu.
Am 13. Juni 2019 erklärte das Bundesverwaltungsgericht die Praxis für eine Übergangsperiode für zulässig. Zwar seien die wirtschaftlichen Interessen von Brütereien allein kein vernünftiger Grund, bis zur Einführung von Verfahren, die eine Geschlechtsbestimmung bereits im Hühnerei ermöglichen, bleibe es aber erlaubt. Das Urteil sorgte für Kritik bei Tierschutzorganisationen, Politikern sowie dem Zentralverband der Deutschen Geflügelwirtschaft.
Die ersten breiten Diskussionen über die Richtigkeit des Kükentötens datieren vom ersten Jahrzehnt des 21. Jahrhunderts. 
2009 vertrat der damalige Bioland-Vorsitzende Thomas Dorsch die Meinung, dass in wenigen Jahren für biologisch erzeugte Eier keine männliche Küken getötet werden müssten.
Niedersachsen hatte beabsichtigt, die massenhafte Tötung männlicher Küken Ende 2017 abzuschaffen.

### Bio-Branchenlösung in Österreich
In Österreich ist ab 2023 das „sinnlose“ Töten von männlichen Küken verboten. Diese sollen stattdessen als Futter für Zoos Verwendung finden. Die Bio-Branche hat sich darauf geeinigt, männliche Küken zu mästen. Es wird weiterhin eine Legehennen-Hybridlinie verwendet, deren Brüder wenig Fleisch ansetzen und eine vergleichsweise schlechte Futterverwertungsrate haben. Die Kosten für die Mast der Bruderhähne decken die Bio-Eier, die dadurch wenige Cent mehr kosten.